# Antoni Sewiołek
Antoni Sewiołek (ur. 1893 w Rybnej, zm. 1943) – działacz polonijny we Francji, po powrocie do Polski działacz Stronnictwa Ludowego, w czasie II wojny światowej członek Batalionów Chłopskich.

## Dzieciństwo i młodość
Antoni Sewiołek urodził się 9 VI 1893 r. w podkrakowskiej wsi Rybna. Jego rodzice, Piotr i Katarzyna byli właścicielami niewielkiego gospodarstwa. Antoni ukończył sześcioletnią szkołę ludową i trzyletnie kursy dopełniające w Rybnej. Przez dwa lata pomagał ojcu w gospodarstwie. W wieku siedemnastu lat opuścił rodzinną wieś i przeniósł się do Krakowa, gdzie przez dwa lata terminował u piekarza. Z powodu trudności finansowych rodziców  zmuszony był rozpocząć pracę zarobkową. W poszukiwaniu pracy udał się na Śląsk, do zaboru pruskiego, gdzie rozpoczął pracę w kopalni w Świętochłowicach.

## LataI wojny światowej
W 1914 roku Antoni Sewiołek, jako mieszkaniec Galicji, został wcielony do armii austriackiej. Po przeszkoleniu w Czechach i na Węgrzech walczył w artylerii na froncie rosyjskim, a od 1918 r. na froncie włoskim. Szczęśliwie przeżył wojenną zawieruchę. Kilka lat po I wojnie światowej zaczął pisać wierszowane pamiętniki, w których przedstawił swoje życie od czasów dzieciństwa do zakończenia wojny.

## Lata międzywojenne
W 1919 r. Antoni Sewiołek poślubił Anielę Burzyńską i przeniósł się do Czułowa, skąd pochodziła jego żona. Trzy lata później urodziła mu się córka Katarzyna. Aby utrzymać rodzinę, Sewiołek pracował jako górnik. Trudne warunki materialne spowodowały, że wraz z rodziną wyjechał w 1922 r. do Francji i podjął pracę w kopalni. Na obczyźnie był aktywnym członkiem organizacji polonijnych - każdą wolną chwilę poświęcał szerzeniu kultury polskiej w tamtejszym środowisku, prowadząc naukę pisania i czytania, organizując odczyty i obchody świąt narodowych. Za swoją działalność otrzymał dyplom uznania od tamtejszego Towarzystwa im. Józefa Piłsudskiego.
Po sześciu latach Sewiołek wrócił do Polski. Ciężka praca we francuskich kopalniach odbiła się na jego zdrowiu. Nie mogąc już pracować jako górnik, osiadł na stałe w Czułowie i zajmował się gospodarstwem. Od 1931 roku działał w Stronnictwie Ludowym i był jednym z najaktywniejszych działaczy - zakładał Koła Ludowe w rejonie Czernichowa, Liszek i Rybnej, a w 1937 r. zorganizował strajk chłopski.

## II wojna światowa
W czasie II wojny światowej Antoni Sewiołek rozpoczął działalność konspiracyjną. Wstąpił do Batalionów Chłopskich i pod pseudonimem „Moluk” pełnił funkcję zastępcy komendanta BCh Rejonu Czernichów. Jego żona i dwie córki działały w tajnym Ludowym Związku Kobiet. Pomagały w kolportowaniu prasy podziemnej. W 1943 r. Niemcy dokonali pacyfikacji we wsiach Kaszów i Liszki. Antoni Sewiołek pospieszył z pomocą materialną dla pogorzelców.
14 VII 1943 r. został aresztowany przez Niemców i osadzony w areszcie w Liszkach. Podczas brutalnego przesłuchania nie zdradził kolegów z organizacji.
17 VII został rozstrzelany przez Niemców i pochowany przy drodze z Liszek do Piekar. Dopiero w 1945 r. jego ciało rodzina przeniosła na cmentarz w Rybnej.

## Upamiętnienie
Imię Antoniego Sewiołka nosi Szkoła Podstawowa w Czułowie, w tamtejszej szkolnej bibliotece znajdują się materiały związane z Antonim Sewiołkiem, w tym karty jego pamiętnika.